# Scionomia rufa
Scionomia rufa är en fjärilsart som beskrevs av W. Warren 1893. Scionomia rufa ingår i släktet Scionomia och familjen mätare. Inga underarter finns listade.